# チチェスター (ディストリクト)
チチェスター（Chichester）は、イングランド南東部ウェスト・サセックスの非都市ディストリクト。

## 地理
ウェスト・サセックスの西端にあり、西側でハンプシャー、北側でサリー、南側でイギリス海峡に面している。

### 隣接する自治体
- ウェスト・サセックス
  - アラン
  - ホーシャム
- ハンプシャー
  - ハヴァント
  - イースト・ハンプシャー
- サリー
  - ウェイヴァリー（英語版）

## 政治
地方議会であるチチェスター・ディストリクト・カウンシルがある。議席数は36で、21選挙区から選出される。議会選挙は4年ごとに行われ、保守党が政権与党を担っている。
| 政党 | 政党       | 議席数 |
|      | 保守党     | 18     |
|      | 自由民主党 | 11     |
|      | 労働党     | 2      |
|      | 緑の党     | 2      |
|      | 地域政党   | 2      |
|      | 無所属     | 1      |